# Coulanges-sur-Yonne
Coulanges-sur-Yonne – miejscowość i gmina we Francji, w regionie Burgundia-Franche-Comté, w departamencie Yonne.

## Demografia
Według danych na rok 1990 gminę zamieszkiwało 580 osób, a gęstość zaludnienia wynosiła 55 osób/km² (wśród 2044 gmin Burgundii Coulanges-sur-Yonne plasuje się na 402. miejscu pod względem liczby ludności, natomiast pod względem powierzchni na miejscu 893.).